# Санчес, Хоэль (легкоатлет)
Хоэль Санчес Герреро (исп. Joel Sánchez Guerrero; род. 15 сентября 1966, Мехико) — мексиканский легкоатлет, специалист по спортивной ходьбе. Выступал за сборную Мексики по лёгкой атлетике в 1984—2001 годах, обладатель бронзовой медали Олимпийских игр в Сиднее, чемпион Панамериканских игр, призёр Кубка мира в командном зачёте.

## Биография
Хоэль Санчес родился 15 сентября 1966 года в Мехико, Мексика.
Первого серьёзного успеха в лёгкой атлетике на международном уровне добился в сезоне 1984 года, когда вошёл в состав мексиканской сборной и выступил на юниорском первенстве Центральной Америки и Карибского бассейна в Сан-Хуане, где в зачёте ходьбы на 10 000 метров выиграл серебряную медаль.
В 1986 году в ходьбе на 20 км закрыл десятку сильнейших Панамериканского кубка в Сен-Леонаре.
Благодаря череде успешных выступлений в 1988 году удостоился права защищать честь страны на летних Олимпийских играх в Сеуле — стартовал на дистанции 20 км, но в конечном счёте был дисквалифицирован за нарушение техники ходьбы. Позднее также получил дисквалификацию на Панамериканском кубке в Мар-дель-Плате.
На домашнем Панамериканском кубке в Халапе стал серебряным призёром в 20-километровой дисциплине.
В 1991 году завоевал серебряную награду на Панамериканских играх в Гаване, занял 12-е место на Кубке мира в Сан-Хосе — тем самым помог соотечественникам стать бронзовыми призёрами командного зачёта. На чемпионате мира в Токио сошёл с дистанции.
Принимал участие в Олимпийских играх 1992 года в Барселоне — в программе 20 км показал время 1:30:12, расположившись в итоговом протоколе соревнований на 21-й строке.
В 1997 году на Кубке мира в Подебрадах показал 13-й результат в личном зачёте 20 км, стал бронзовым призёром командного зачёта и серебряным призёром Кубка Лугано. На чемпионате мира в Афинах занял 15-е место.
В 1999 году в 50-километровой дисциплине занял 28-е место на Кубке мира в Мезидон-Канон, в ходьбе на 20 км финишировал третьем на международном старте в немецком Айзенхюттенштадте, установив при этом свой личный рекорд — 1:19:00.
В 2000 году на Олимпийских играх в Сиднее с личным рекордом 3:44:36 завоевал бронзовую награду в ходьбе на 50 км, уступив на финише только поляку Роберту Корженёвскому и латвийцу Айгару Фадееву.
На чемпионате мира 2001 года в Эдмонтоне в дисциплине 20 км с результатом 1:22:05 пришёл к финишу шестым. По окончании сезона завершил спортивную карьеру.
Приходится старшим братом легкоатлетке Росарио Санчес, так же добившейся больших успехов в спортивной ходьбе.